# Ivarstown
Ivarstown (Baile an hÍomhar) est un petit village dans le comté de Clare et la région de Munster, en Irlande

## Histoire
En 1845, le village couvre 5 ha et se situe dans la paroisse de Kilfinaghta, dans la baronnie de Lower Bunratty.
Il tient son nom de la famille Ievers et s'étend sur la rive opposée de la rivière O'Garney par rapport au village de Sixmilebridge qui est son vis-à-vis.